# حسن رضا (رجل قانون)
حسن رضا (1889- 1977)، قاضي ومحامي عراقي، عضو محكمة تمييز العراق ومدير الأوقاف ورئيس جمعية الشبان المسلمين العراقية.

## نشأته ودراسته
حسن رضا بن خميس بن ضاحي البغدادي. ولد ببغداد سنة 1307هـ - 1889م. وفيها نشأ، وأكمل دراسته الاعدادية فيها.
تخرج من مكتب الحقوق سنة 1913.

## أعماله ومناصبه
- مارس المحاماة قبل الحرب العالمية الأولى، ثم استدعي للخدمة كضابط احتياط، وبعد الحرب استأنف العمل في المحاماة.
- عين بوظيفة مشاور حقوقي في مديرية الأوقاف العامة سنة 1932
- عين عضوا بمحكمة تمييز العراق
- تولى عمادة كلية الحقوق بالوكالة سنة 1935
- في سنة 1937 عين مديرا عاما للتسجيل العقاري (الطابو) ثم عين مديرا عاما للاوقاف يوم لم تكن في العراق وزارة للاوقاف، وبعدها عين مدونا قانونيا في وزارة العدل.
- في سنة 1941 أعيد تعيينه عضوا في محكمة تمييز العراق، وعرف بنزاهته في القانون [1]
- كما تولى عمادة كلية الحقوق بالوكالة سنة 1945 للمرة الثانية.
- وفي سنة 1957م أحيل إلى التقاعد.
- بعد تقاعده عاد إلى ممارسة المحاماة واستمر فيها إلى عام 1969.
- ذكر في الجدول الذي تصدره وزارة الداخلية لكبار الموظفين وفي دليل الجمهورية العراقية لسنة 1936.

## مؤلفاته وعمله في التعليم
كان ينشر مقالاته في الصحف المحلية.
ومن مؤلفاته المطبوعة كتاب (احكام الأوقاف) صدر عام 1935.
تولى التدريس في كلية الامام الاعظم وفي كلية الحقوق العراقية.
كان من المؤسسين لجمعية التفيض الاهلية وكان مدرسا في مدارسها.

## العمل العام
كان من المؤسسين لجمعية التفيض الاهلية، وعمل في أوساط الشباب لرعايتهم فكان أحد المؤسسين لجمعية الشبان المسلمين في العراق وتولى رئاستها منذ تأسيسها عام 1928 إلى أن توفي عام 1977.

## وفاته
توفي مساء يوم الثلاثاء 16 ربيع الثاني 1397 هـ، الموافق 5 نيسان – أبريل- 1977م وشيع صباح الأربعاء بموكب كبير مشى فيه رجال الفقه والقضاء والصحافة والأدب، إلى أن صلي عليه في جامع الامام الاعظم أبو حنيفة ببغداد، ودفن في مقبرة الخيزران بالاعظمية.
أقامت له جمعية الشبان المسلمين بعد وفاته حفلا تأبينيا أننشد فيه الشعراء وأفاض العلماءوالأدباء في تعداد مناقبه.
وممن أنشد فيه الشاعر خالد الشواف نقتطف من مرثيته ما يلي:
لا تلمها فالقول صعب عسير... حين يودي بك المقدور
حائرات فيما تقول قوافيَّ... وفيما يقال فيك الكثير
وقال:
ماتراها تقول في الخلق السمح... ومنه يفوح هذا العبير
ما تراها تقول في كرم النفس... ومنه نصيبك الموفور
ما تراها تقول في عفة اللفظ... وقبل اللسان عف الضمير
ويقول:
وخطىً في حوائج الناس حتى... تنقضي لا يشوبهن فتور
وأياد بيض جسام على... النشء تسوي سبيله وتنير
ويقول:
فهي لليتم ملجأ وكتاب... وهي للسقم ردهة وسمير
وهي في ساحة العدالة ذب... عن حقوق به القضاء فخور
أيها الراحل الكريم تعددت... وأنت الفرد الكبير الكبير
إلى أن يختم قصيدته قائلا:
فسلام عليك حيا وميتا... وسلام متى يحين النشور